# 孫九芳
孙九芳（1995年3月30日—），本名孙树超，字“九芳”粉丝群体称作“忠實觀眾”。

## 经历
孙九芳于2008年入科，2015年9月13日，随“九”字科第二批拜师成为“二九”成员，和搭檔劉鶴安同為德云九队演員。
- 2016年 德雲社頒佈了家譜，因在後台打架，孫九芳的名字出現在了處罰欄裏面，且是非常嚴重的摘字查看，也就是不准使用藝名孫九芳，只能用原名在德雲社演出。
- 2019年8月29日 在德雲社新街口劇場，孫九芳和前搭檔郭霄漢一起舉辦了自己的個人專場。
- 2021年2月26日 宣佈與郭霄漢拆夥。
- 2021年3月2日 開始與馬霄戎合作演出。
- 2022年7月25日 開始與韓鶴曉合作演出。
- 2023年1月31日 開始與搭檔劉鶴安合作演出。

## 外部連結
- 孫九芳的新浪微博

| 从师   | 辈分   | 收徒 |
| 郭德綱 | 第九代 | —    |